# Мельник (гміна)
Гміна Мельник (пол. Gmina Mielnik) — сільська гміна у східній Польщі. Належить до Сім'ятицького повіту Підляського воєводства. Адміністративний центр — село Мельник.
Станом на 31 грудня 2011 у гміні проживало 2586 осіб.

## Територія
Згідно з даними за 2007 рік площа гміни становила 196.24 км², у тому числі:
- орні землі: 35.00 %
- ліси: 59.00 %

Таким чином, площа гміни становить 13.44 % площі повіту.

## Населення

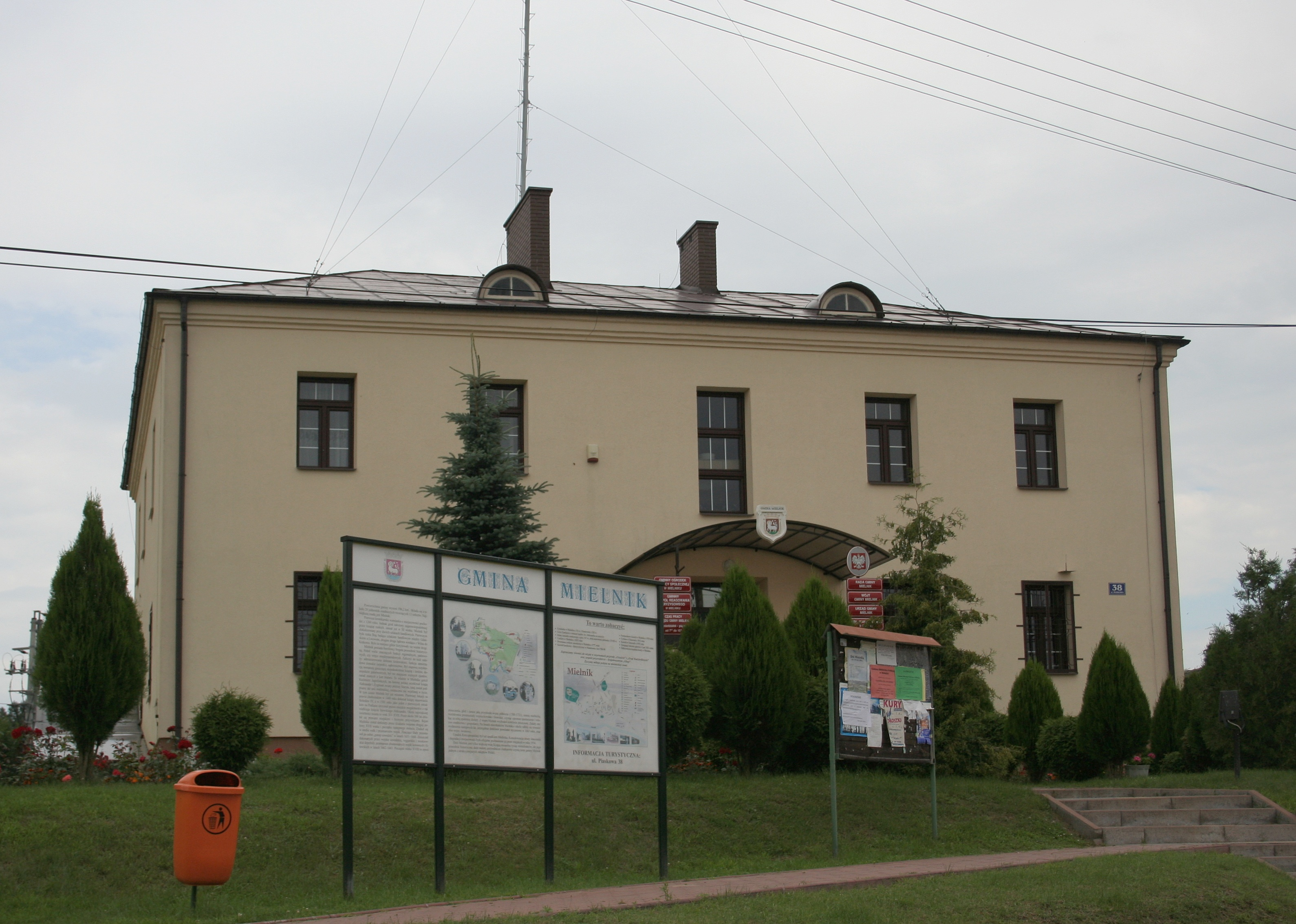
Будинок адміністрації гміни у селі Мельник

Станом на 31 грудня 2011:
| Опис     | Загалом | Загалом | Чоловіки | Чоловіки | Жінки | Жінки |
| -------- | ------- | ------- | -------- | -------- | ----- | ----- |
| одиниця  | осіб    | %       | осіб     | %        | осіб  | %     |
| все      | 2586    | 100     | 1230     | 47.56    | 1356  | 52.44 |
| міське   | 0       | 100     | 0        |          | 0     |       |
| сільське | 2586    | 100     | 1230     | 47.56    | 1356  | 52.44 |

Населення у 1988 році — 3183 особи — в основному українське.
Згідно з переписом населення 2002 року про українську національну ідентичність у гміні Мельник заявили 19 осіб (0,68 %).

## Економіка
Гміна Мельник станом на 2015 року була третьою гміною Польщі за обсягом середніх податкових надходжень впродовж одного року у перерахунку на душу населення (6168,21 зл).

## Населені пункти
До гміни належать в 23 села та присілки.
Села: Мельник, Куделичі, Мацьковичі, Немирово (Немирув, Нємірув), Мощона Королівська, Мутна, Ослово, Сутно, Токарі, Виліново, Гомоти, Павловичі, Радзівіллувка та інші.
Присілки: Оксютичі та інші.

## Сусідні гміни
Гміна Мельник межує з такими гмінами: Константинів, Нурець-Станція, Сарнакі, Сім'ятичі.